# Leskeella zuluensis
Leskeella zuluensis är en bladmossart som beskrevs av Brotherus och Niels Bryhn 1911. Leskeella zuluensis ingår i släktet Leskeella och familjen Leskeaceae. Inga underarter finns listade i Catalogue of Life.